# 楢型駆逐艦
楢型駆逐艦（ならかたくちくかん）は、日本海軍の2等駆逐艦。同型艦6隻。

## 計画・建造
第一次世界大戦中に建造された桃型駆逐艦4隻は、竣工すると樺型駆逐艦の8隻に続いて地中海に派遣されることになった。
1917年(大正6年)5月21日、海軍大臣から内閣総理大臣に地中海派遣の代艦として駆逐艦6隻建造の請議を提出、その予算は翌22日に直裁を受けて建造が決まった。予算額は大正6年度のみで1隻1,696,792円、総額10,180,752円、実際の支出は10,175,240円(円未満省略)だった。建造は各海軍工廠4カ所で行い同年10月から11月に起工、翌1918年(大正7年)3月から4月に全艦竣工した。竣工後の各桃型駆逐艦は、公試航海を経て、第二特務艦隊（第一次世界大戦地中海派遣連合国所属日本遠航艦隊）の後任を受けて、各種改良を施された楢型駆逐艦が国防の任務に就く事になった。その後第一次世界大戦五大国(国際連盟常任理事国戦勝五大列強国）に日本が加わる事に大きく貢献して、帰国した桃型駆逐艦と共に各種国防任務に就くことになった。連合国側で参戦していた第一次世界大戦中から建造が開始され、ドイツ帝国の敗戦を迎える1918年までに就役した楢型は、各艦が第二特務艦隊の派遣中留守となった日本近海や関東州周辺の国防任務で活躍し、ヴェルサイユ条約の締結を持って正式に戦勝国として迎えた第一次世界大戦終結までに国内海軍工廠で竣工した代表的な艦艇であり、特にジュネーブに置かれた国際連盟の常任理事国となった日本は、太平洋旧ドイツ帝国領には新たに委任統治領が設定され、日本統治担当地区になったサイパンやパラオなど内南洋地域を警備する駆逐艦艦級として広大な領海警備も担当し、大戦後好景気に沸く大正時代から昭和初期の日本海軍を支えた奉公艦となった。
本級のネームシップである駆逐艦「楢」は、搭載された主力主砲である「12センチ45口径主砲」三基と「最大船速：31ノット」というバランスの良い性能にておいて使い勝手が良かったとされ、故障が少ない艦であったとされる同船は領海及び南洋地域の国防を全うし、雑役船や掃海艇としての任務に就いたのち退役した。暫しの係留の後、戦間期の昭和15年11月15日に船体寿命により廃船、公船としての除籍後は約90m程の船体を再利用する案が持ち上がり、日本国内で防波堤用資材として使用された。

## 艦型
基本計画番号は前型である桃型と同じF27。船体に変更は無いが、地中海での使用実績から船体の各部を補強し、排水量が15トン増えた。機関出力も増えているが、これは増加した排水量で桃型と同じ計画速力31.5ノットとするためで、機関に変更は無い。その他の詳細は桃型駆逐艦#艦型を参照。

## 運用
大正末から昭和の初めにかけて中国方面へ警備のためしばしば進出している。これは二等駆逐艦は吃水が浅く長江河口付近の行動に便利なこと、また艦形小型による航続力、凌波性の不足が中国沿岸では問題にならないこと、からである。

## 同型艦

### 楢（なら）
1917年（大正6年）11月8日横須賀海軍工廠で起工、1918年（大正7年）3月28日午後3時30分進水、同年4月30日竣工。
1930年（昭和5年）6月1日、掃海艇に転籍、第九掃海艇となる。1936年（昭和11年）4月1日雑役船「楢」となる。1940年（昭和15年）11月15日除籍。その後解体。

### 桑（くわ）
1917年11月5日呉海軍工廠で起工、1918年2月23日午前9時32分進水、3月31日竣工。
1933年（昭和8年）9月1日除籍。1936年8月15日、台風での浸水により沈没、のちに解体。

### 椿（つばき）
1917年11月5日呉海軍工廠で起工、1918年2月23日午前9時32分進水、4月30日竣工
1935年（昭和10年）4月1日除籍。海軍機関学校の教材となる。終戦時船体は呉の浮き防波堤。

### 槇（まき）
1917年10月16日佐世保海軍工廠で起工、12月28日進水、1918年4月7日竣工。
1934年（昭和9年）4月1日除籍。のちに海軍工機学校教材。

### 欅（けやき）
1917年10月16日佐世保海軍工廠で起工、1918年1月15日午前10時10分進水、4月20日竣工。
1933年9月1日除籍。

### 榎（えのき）
1917年10月1日舞鶴海軍工廠で起工、1918年3月5日午後3時進水、4月29日竣工
1930年6月1日、掃海艇に転籍、第十掃海艇となる。1940年除籍、呉の魚雷実験部の防波堤として終戦を迎える。

## 駆逐隊・掃海隊の変遷
楢型は6隻からなり、うち4隻は1個駆逐隊を編成した。楢・榎は一等駆逐艦の海風型駆逐艦2隻と第二駆逐隊を編成。二駆は混成駆逐隊となった。二駆については第二駆逐隊の項を参照。

### 第二駆逐隊→第三十二駆逐隊→第一十七駆逐隊→第六掃海隊
横須賀鎮守府籍の楢・榎で編成した。編成日は両艦の竣工日である。前日まで第二駆逐隊を編成していた一等駆逐艦海風・山風は、楢・榎と交代する形でいったん駆逐隊から離れた。しかし、同年8月1日に二駆へ復帰し、2等級2形式の混成駆逐隊となり、昭和11年の除籍までこのメンバーとなる。大正7年11月に舞鶴鎮守府へ転出して二代目第三十二駆逐隊となる。舞鶴鎮守府廃止に伴い、大正11年に呉鎮守府へ転出し、二代目第十七駆逐隊となる。昭和5年に駆逐艦より掃海艇に転じたため、4隻ともそろって第六掃海隊に転じた。楢・榎と交代するまでの海風型駆逐艦からなる駆逐隊の変遷いついては海風型駆逐艦#駆逐隊・掃海隊の変遷を参照。所属部隊と所属駆逐艦の変遷は以下のとおり。各艦の戦歴は各艦の項目を参照。
明治45年6月25日　竣工済みの海風・山風で編成。横須賀水雷団に所属。
大正7年4月30日　海風・山風離脱。二駆は同日に竣工した楢・榎が継承。横須賀鎮守府予備艦。
大正7年8月1日　海風・山風復帰。以後、海風・山風・楢・榎の混成隊として存続。
大正7年11月2日　舞鶴鎮守府に転出、第三十二駆逐隊（二代）に改称。
大正7年12月1日　第一艦隊第一水雷戦隊。
大正9年12月1日　舞鶴鎮守府予備艦。
大正11年12月1日　舞鶴鎮守府廃止に伴い、呉鎮守府に転出。第十七駆逐隊（二代）に改称。呉鎮守府予備艦。
大正12年12月1日　舞鶴要港部に派遣。
大正14年12月1日　呉鎮守府予備艦。
大正15年12月1日　鎮海要港部に派遣。
昭和2年12月1日　舞鶴要港部に派遣。
昭和3年8月1日　鎮海要港部に派遣。
昭和3年12月10日　呉鎮守府予備艦。
昭和5年6月1日　全艦、掃海艇に類別変更。第一七駆逐隊を解隊し、第六掃海隊を編成。第七号（旧海風）・第八号（旧山風）・第九号（旧楢）・第一〇号（旧榎）
昭和11年4月1日　第六掃海隊解隊。第七号・第八号は除籍、第九号・第一〇号は雑役船編入。

### 第四駆逐隊→第九駆逐隊
横須賀鎮守府籍の桑・槙・欅・椿で編成。春雨型駆逐艦からなる先代が大正7年4月1日に第7駆逐隊にスライドして以来の三代目第四駆逐隊となった。大正11年12月1日、これまで飛び番だった峯風型駆逐艦の駆逐隊を第一〜第四にそろえるため、峯風型五駆に番号を譲る。同日、神風型駆逐艦からなる先代第九駆逐隊が呉鎮守府に転出し、第十一駆逐隊に改称したことを受けて、三代目の第九駆逐隊となった。後半は中国大陸駐留が長い。所属部隊と所属駆逐艦の変遷は以下のとおり。各艦の艦歴は各艦の項目を参照。
1918年（大正7年）4月25日:桑、槙、欅で編成。横須賀鎮守府予備艦。
1918年（大正7年）4月30日:竣工した椿を編入。編成完結。
1918年（大正7年）12月1日:第一艦隊第一水雷戦隊。
1920年（大正9年）12月1日:大湊要港部に派遣。
1922年（大正11年）12月1日:第九駆逐隊に改称。
1924年（大正13年）12月1日:横須賀鎮守府予備艦。
1925年（大正14年）12月1日:舞鶴要港部に派遣。
1927年（昭和2年）12月1日:第二遣外艦隊。
1931年（昭和6年）12月1日:横須賀鎮守府予備艦。
1933年（昭和8年）9月1日:桑、欅除籍。
1934年（昭和9年）4月1日:槙の除籍を機に解隊。椿は横須賀鎮守府予備艦となる。
（1935年（昭和10年）4月1日:椿除籍。）